# Veljko Ugrinić
Veljko Ugrinić, né le 28 décembre 1885 à Stara Gradiška (Royaume de Croatie-Slavonie) et mort le 15 juillet 1958 à Zagreb, est un joueur et entraîneur de football yougoslave.

## Carrière
Athlète de bon niveau, Ugrinić fait partie en 1903 des joueurs fondateurs du PNIŠK Zagreb, un des premiers clubs de football créé en Croatie. 
Dentiste de métier, il devient responsable au HŠK Concordia, un club omnisports basé à Belgrade. Il participe aux créations de la Fédération de Yougoslavie de football et du Comité olympique yougoslave en 1919. Il est nommé en 1920 responsable technique de la première sélection de Yougoslavie, à l'occasion des Jeux olympiques d'Anvers. Malgré une lourde défaite face à la Tchécoslovaquie pour son premier match (0-7), il reste à ce poste pendant quatre ans et obtient des résultats de qualité croissante. En dix matchs, il remporte trois victoires et obtient un match nul. Il est pourtant débarqué à quelques semaines des Jeux olympiques de 1924.